# Gavarilla
Gavarilla là một chi nhện trong họ Salticidae.